# Адомавичюс, Ауримас
Ауримас Адомавичюс (лит. Aurimas Adomavičius; род. 23 сентября 1993, Каунас) — литовский гребец, выступающий за сборную Литвы по академической гребле с 2010 года. Чемпион мира и Европы, победитель этапов Кубка мира, участник летних Олимпийских игр в Рио-де-Жанейро.

## Биография
Ауримас Адомавичюс родился 23 сентября 1993 года в Каунасе, Литва.
Заниматься академической греблей начал в 2007 году, проходил подготовку в каунасском клубе Kauno irklavimo mokykla.
Впервые заявил о себе в гребле на международной арене в сезоне 2010 года, выступив в парных четвёрках на чемпионате мира среди юниоров в Рачице. В следующем сезоне стартовал в одиночках на юниорском мировом первенстве в Итоне.
В 2012 году в парных двойках финишировал пятым на домашнем молодёжном чемпионате мира в Тракае. Год спустя в парных двойках одержал победу на молодёжном мировом первенстве в Линце-Оттенсхайме. Ещё через год на аналогичных соревнованиях в Варезе стал в той же дисциплине серебряным призёром.
Начиная с 2015 года выступал на взрослом уровне в основном составе литовской национальной сборной. В частности, в этом сезоне принял участие во взрослых чемпионате Европы в Познани и чемпионате мира в Эгбелете, где в зачёте четвёрок парных занял пятое и шестое места соответственно.
В 2016 году выиграл серебряную медаль на европейском первенстве в Бранденбурге, финишировал шестым на этапе Кубка мира в Люцерне. Благодаря череде удачных выступлений удостоился права защищать честь страны на летних Олимпийских играх в Рио-де-Жанейро — в составе экипажа, куда также вошли гребцы Довидас Немеравичюс, Мартинас Джяугис и Доминикас Янчёнис, в программе четвёрок парных сумел квалифицироваться лишь в утешительный финал В и расположился в итоговом протоколе соревнований на девятой строке.
После Олимпиады в Рио Адомавичюс остался в составе гребной команды Литвы на ещё один олимпийский цикл и продолжил принимать участие в крупнейших международных регатах. Так, в 2017 году в парных четвёрках он был лучшим на этапах Кубка мира в Белграде и Люцерне, на чемпионате Европы в Рачице и на чемпионате мира в Сарасоте. По итогам сезона удостоился звания лучшего спортсмена Литвы в категории «Мужская команда года».
В 2018 году в парных четвёрках стал серебряным призёром на европейском первенстве в Глазго, тогда как на мировом первенстве в Пловдиве показал двенадцатый результат. В этом сезоне их четвёрка вновь была признана лучшей командой Литвы.
В 2019 году стартовал на чемпионате Европы в Люцерне и на чемпионате мира в Линце-Оттенсхайме, на сей раз занял 11 и 15 места соответственно.